# Cadillac Escalade
El Cadillac Escalade es un Automóvil todoterreno de lujo del segmento F, producido por el fabricante estadounidense Cadillac. Fue la primera gran división de la entrada en el mercado popular SUV. El Escalade se presentó en el año 1999 en respuesta a los competidores alemanes y japoneses teniendo en cuenta además el lanzamiento del Lincoln Navigator en 1998. El proyecto Escalade entró en producción tan sólo diez meses después de que fue aprobado. El Escalade se construyó en Arlington, Texas, Estados Unidos. La palabra "escalade" (en español, escala de asedio) hace referencia a la táctica en las guerras de asedio de escalar paredes defensivas o murallas con la ayuda de escaleras o torres de asedio.
El Escalade estuvo originalmente basado en el GMC Yukon Denali 1999, pero fue rediseñado en el año 2002 para asemejar su aspecto con el resto de la gama Cadillac. La producción del Escalade se pospuso en el modelo 2001. El Escalade ESV (basado en el Chevrolet Suburban) y sus anteriores hermanos el Escalade EXT (basado en el Chevrolet Avalanche) fueron fabricados en Silao, México, antes del rediseño de 2007, el Escalade ESV venía únicamente de Arlington, Estados Unidos.
Hasta 2015, el Escalade está disponible en todos los países donde está disponible Cadillac. La versión Escalade ESV está disponible en los Estados Unidos, Canadá, México, Rusia y Medio Oriente. Es el vehículo de Cadillac más grande orientado al lujo y al transporte de pasajeros y equipaje, que era un nicho previamente ocupado por el Cadillac Commercial Chassis. Además es el todoterreno que está situado en lo más alto de gama de la firma (su buque insignia), teniendo por debajo al XT6.

## Historia
A mediados de los 1990, eran varias las firmas de lujo que estaban interesadas en el mercado de los SUV, el cual hoy en día está en su máximo esplendor, pero por aquel entonces sonaba bastante bien que una firma tuviera su propio todoterreno de lujo. Pasando por el continente europeo, Mercedes-Benz lanzó al mercado en 1997, su Clase ML; y en el continente americano, Lincoln lanzó el Navigator en 1998. General Motors, para su firma Cadillac, pensaron en el Escalade.[cita requerida]

## Primera generación (1999-2001)

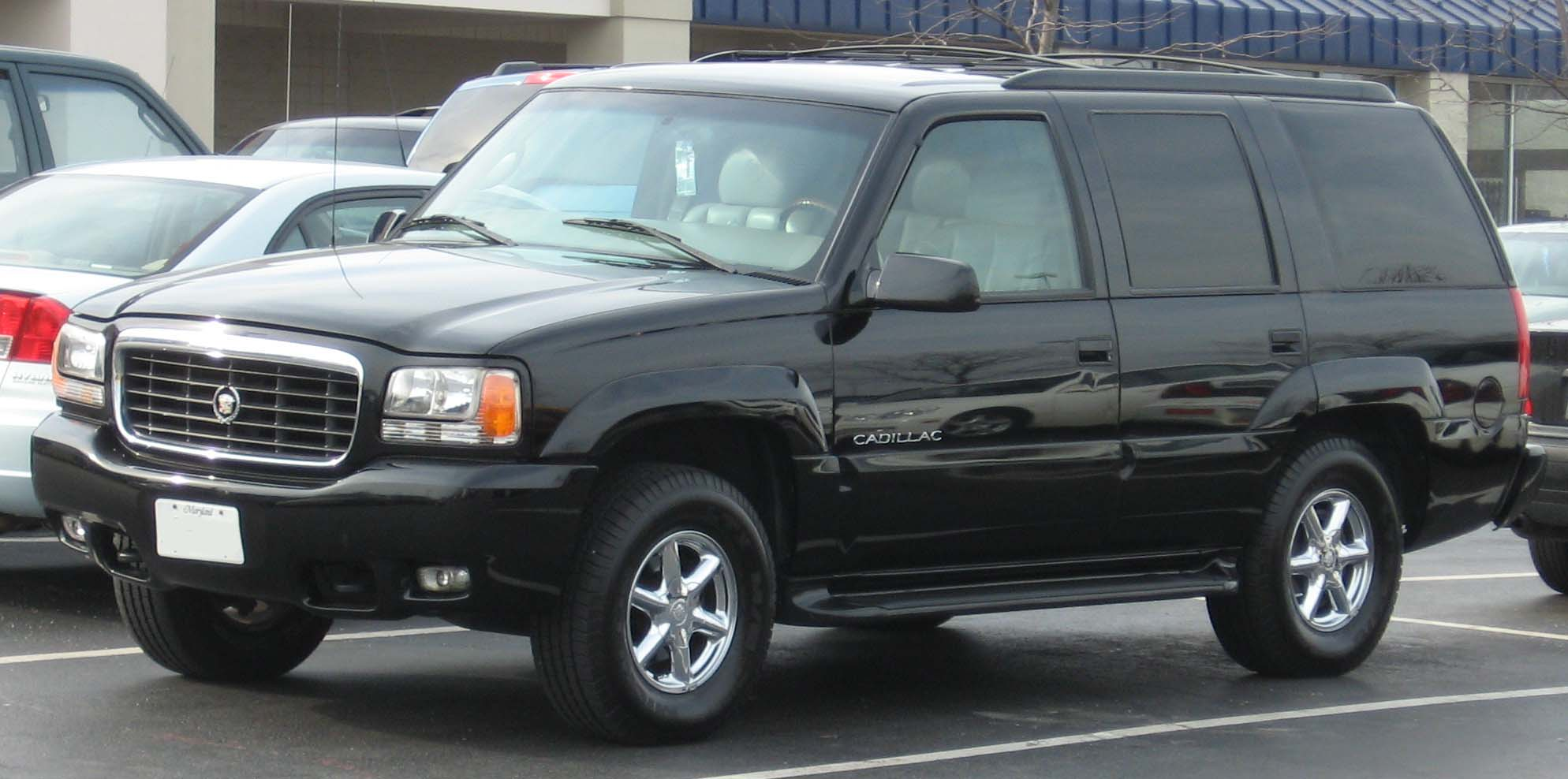
1ª generación del Escalade (1999-2000)

Temiendo la creciente hegemonía del Lincoln Navigator, el Escalade se apresuró en el proceso de diseño para llegar rápidamente a los concesionarios. Básicamente un poco más que un GMC Yukon Denali diseñado por una insignia, la estética del SUV era similar a la del Denali y el vehículo final era más pequeño en tamaño que el Navigator. Las bases del Escalade fueron tomadas de la línea Yukon Denali, sólo que bajo la insignia de Cadillac. El Escalade también utilizó el mismo motor, un 5.7 V Vortec 5700 V8 a 255 CV (190 kW), que tenía poca potencia en comparación con el Navigator de 300 CV (220 kW) y 365 lb · ft (495 N · m) de 5.4 litros InTech V8. Todos los Escalades de primera generación presentaron un Auto-Trac seleccionable 4x4.

## Segunda generación (2002-2006)

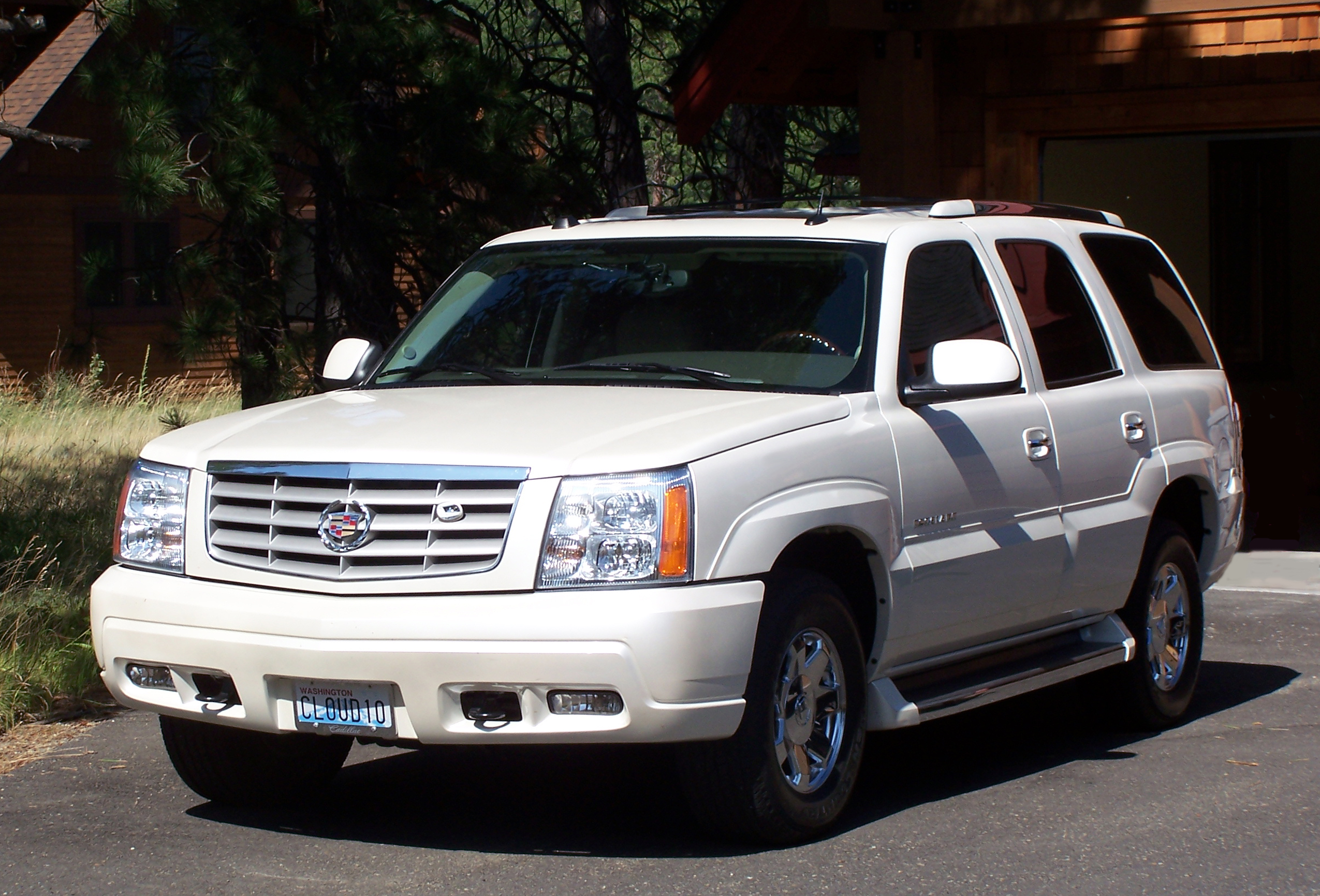
La 2ª generación del Escalade (2002-2006) se recuerda por incluir bastantes novedades

A diferencia de sus hermanos Chevrolet y GMC, que se lanzaron para el año 2000, Cadillac retrasó el cambio del Escalade al chasis GMT820 hasta 2002. De esta generación cabe contar que la tracción trasera era estándar, como un 5.3 L V8, la tracción total era estándar en ESV y EXT, siendo opcional en el Escalade de batalla corta. El motor especial Vortec 6.0 L V8 de alto rendimiento era la única opción de motor en modelos de tracción total. En 2005 cuando se abandonó por completo el 5.3L, también este fue el año donde todos los Escalades con tracción trasera y con tracción en las cuatro ruedas incorporaron un motor Vortec V8 6.0L de alto rendimiento. Todos los modelos (excepto el EXT) ofrecieron asientos para hasta 8 personas.
El sistema de control de estabilidad electrónico "StabiliTrak" se actualizó a una versión de cuatro ruedas, faros de baja intensidad High Intensity Discharge (HID), pedales de potencia ajustable y retrovisores exteriores de señal se agregaron como característica estándar en 2003. Para 2004, XM Satellite Radio, los asientos de cubo de la segunda fila y el sistema de monitoreo de presión de neumáticos se convirtieron en estándar en todos los Escalades, excepto en la versión EXT.
También en 2004, se presentó la edición Platinum Escalade ESV a un precio base de 71,025 dólares norteamericanos; el cual presentaba las primeras ruedas de cromo de 20 pulgadas instaladas de fábrica (para así dar un paso adelante en los SUV del segmento de lujo), una suspensión ligeramente baja, asientos con calefacción y refrigerados (parte delantera y trasera), portavasos calentados y enfriados, techo lunar, monitores de segunda y tercera fila, un interior que incluía un tablero de ébano y pizarra, tapicería de cuero de pizarra y paneles de puerta plisados, una rejilla cromada y un V8 estándar de 6.0 litros que produce 345 caballos de fuerza. El sistema OnStar se actualizó para el año modelo 2005 y se convirtió en un sistema digital en lugar del sistema analógico que se usaba.
Curiosamente, en la película del español Jaume Collet-Serra, La casa de cera, al rodarse la cinta en Australia, el automóvil, un Cadillac Escalade de esta generación, conducido por Blake, tuvo que ser importado desde Estados Unidos porque en ese país no estaban a la venta, asunto que más tarde GM planearía implantar en el mercado australiano, tras el cierre de Holden en 2017.
A continuación se ofrece una lista de motorizaciones que estuvieron disponibles en esta generación:
- (2002–2003) 5.3L LM7 Vortec V8, 285 CV (213 kW)
- (2004–2006) 5.3L LM7 Vortec V8, 295 CV (220 kW)
- (2002–2003) 6.0L LQ4 Vortec V8, 345 CV (257 kW)
- (2004–2006) 6.0L LQ9 HO Vortec V8, 345 CV (257 kW)[cita requerida]

## Tercera generación (2007-2013)

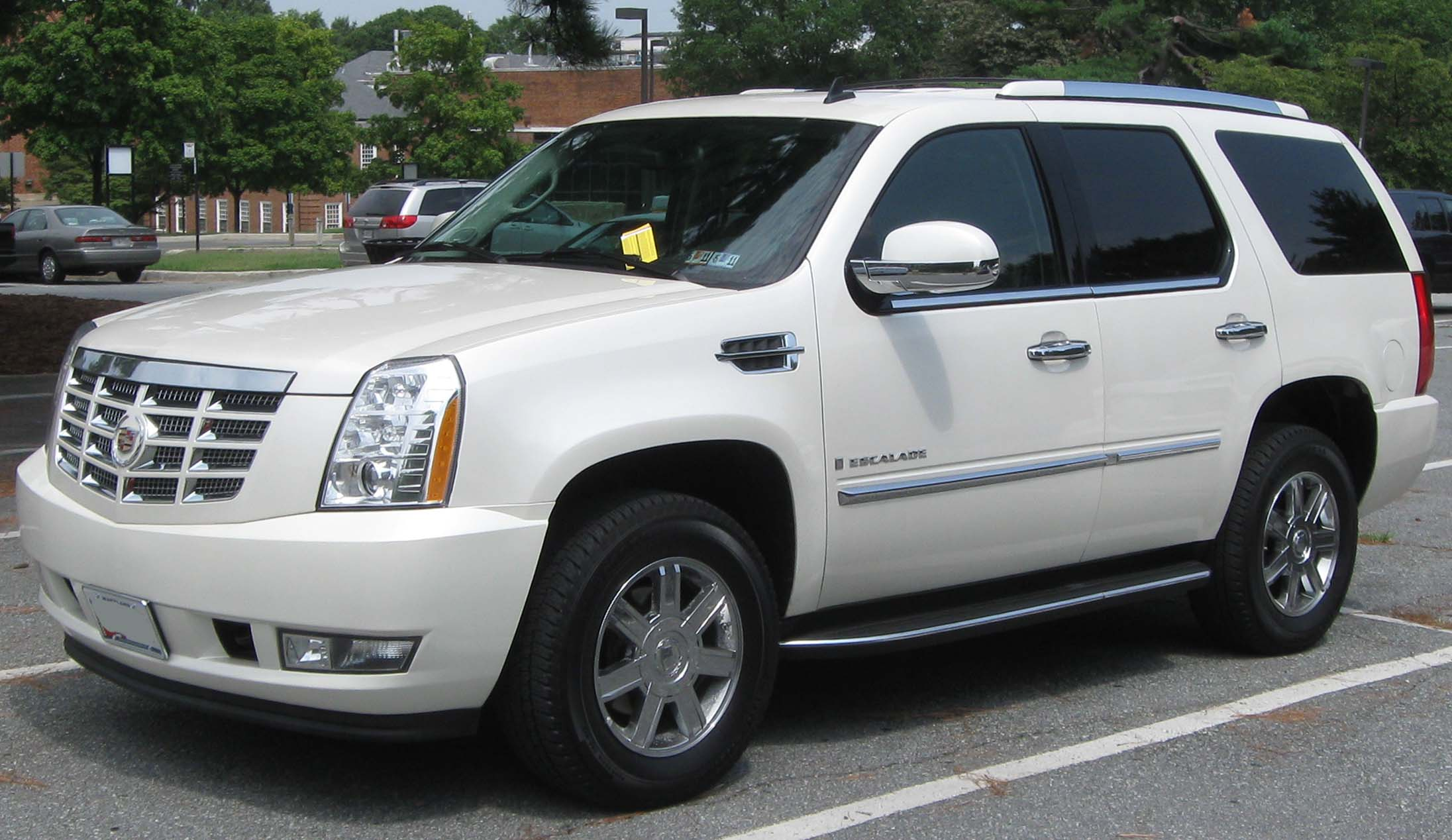
3ª generación del Escalade (2007-2013)

La producción del Escalade rediseñado comenzó en la Asamblea de Arlington en septiembre de 2006, también esta nueva generación se movió a la plataforma GMT900, utilizando un motor Vortec V8 de 6.2 L totalmente de aluminio. Este motor de varilla de empuje incluye sincronización variable de válvulas, el primero en un motor de leva no producido en serie. El sistema ajusta el tiempo de admisión y escape entre dos configuraciones. El motor produce 403 hp (301 kW) (23 hp más que su competidor hermano, el GMC Yukon Denali) y 417 lb·ft (565 N·m) de torque. Se utiliza una nueva transmisión automática 6L80 de seis velocidades. El nuevo cuerpo completa un coeficiente de resistencia de 0.363. En 2010, el precio base de Cadillac Escalade fue de 62,500 dólares norteamericanos para un modelo RWD, y de 65,200 dólares norteamericanos para un modelo AWD. En 2014, se dejó de fabricar esta generación, un año antes había terminado la versión EXT.
Cabe destacar de esta generación fue el coche oficial de la Super Bowl XL y la primera en ofrecer una versión híbrida.

## Cuarta generación (2014-2020)

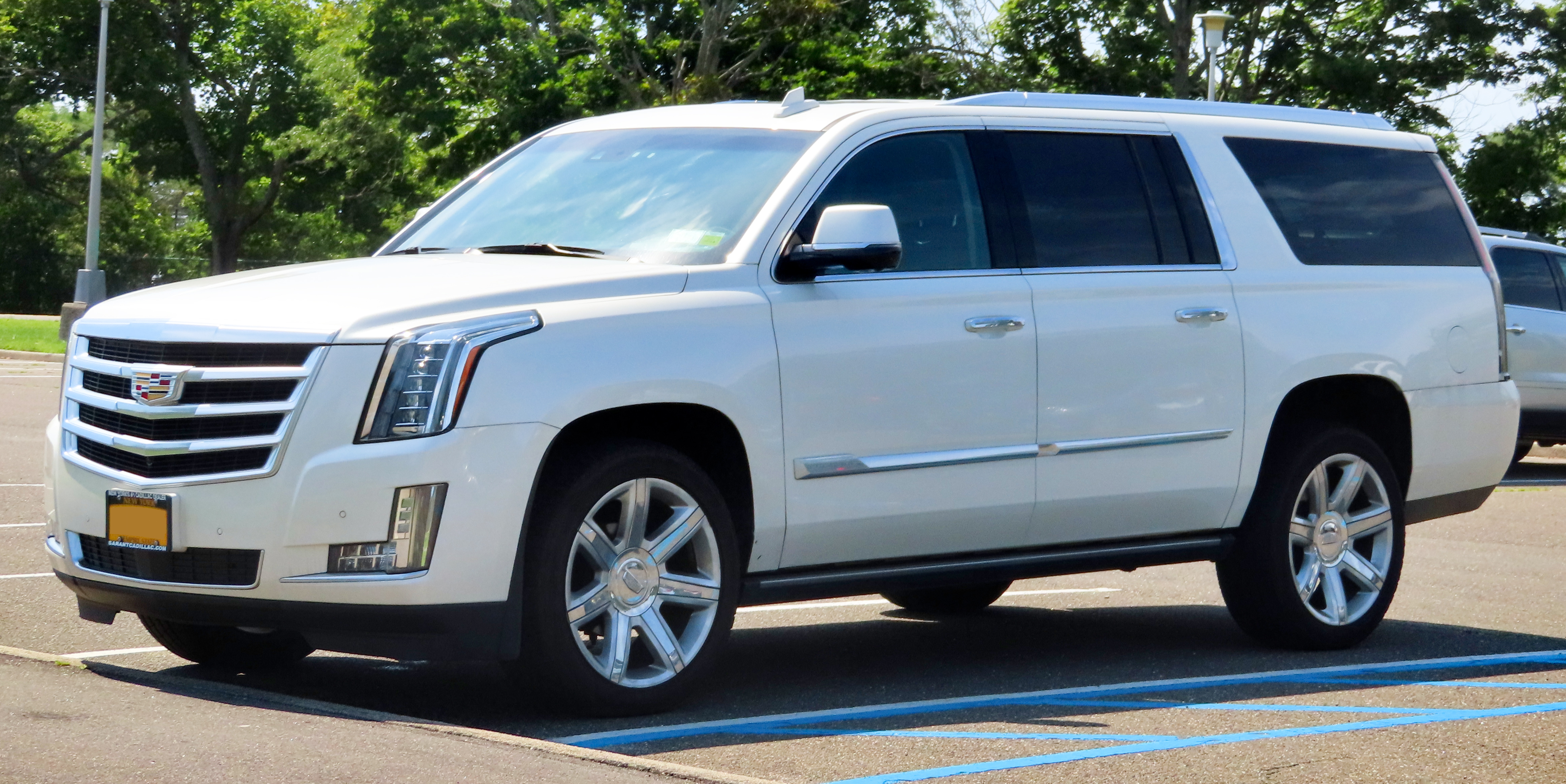
Cuarta generación del Escalade (2014-2021), el cual utiliza la plataforma GMT K2XX

El 7 de octubre de 2013, Cadillac dio a conocer la cuarta generación Escalade y Escalade ESV en un evento repleto de estrellas en la ciudad de Nueva York, justo un mes después de que GM presentara sus SUV de próxima generación de Chevrolet y GMC. Cadillac comenzó su campaña para promocionar el Escalade el 14 de agosto de 2013 y comenzó a publicar teasers en línea el 23 de septiembre de 2013, con la ayuda del fotógrafo Autumn de Wilde, quien ayudó a revelar más imágenes antes de la presentación. Se creó una página de YouTube llamada Escalade Reveal para mostrar vídeos junto con la cuenta atrás para la presentación.
La producción del Escalade comenzó en enero de 2014 en la planta de ensamblaje de GM en Arlington, Texas, y salió a la venta en abril de 2014 con unos precios de 71,000 dólares para el tamaño completo, y de 74,000 dólares para la versión ESV y disponible en sÓlo tres ajustes: Base, Luxury y Premium.
El espacio de carga se redujo de 109,8 pulgadas (2,789 mm) a 94,2 pulgadas (2,393 mm) en la base estándar y de 137,5 pulgadas (3,492 mm) a 120,5 pulgadas (3,061 mm) en la ESV para permitir 1,7 pulgadas adicionales de altura libre y 45.3 pulgadas de espacio para las piernas en la parte delantera mientras reduce el espacio para las piernas de la tercera fila a 24.8 pulgadas desde 25.6 pulgadas. El EcoTec3 V8 de 6,2 litros de GM, bueno para 420 caballos de fuerza y 460 lb / ft de torque, acoplado a una transmisión automática de seis velocidades (modelos 2015i y posteriores son 8-Speed Automatics), es el único motor ofrecido, junto con una nueva bobina -sobre la suspensión delantera y la configuración trasera de cinco enlaces, una pista más ancha, dirección asistida eléctrica de asistencia variable y el sistema de control magnético de conducción de Cadillac con modos Tour y Sport. El interior ahora cuenta con un diseño hecho a mano que presenta materiales cortados y cosidos y envueltos, con opciones de molduras de madera elegidas por su elegancia y autenticidad. El panel también se actualizó y el sistema Cadillac CUE se agrega como una característica estándar, junto con un sistema de seguridad actualizado.

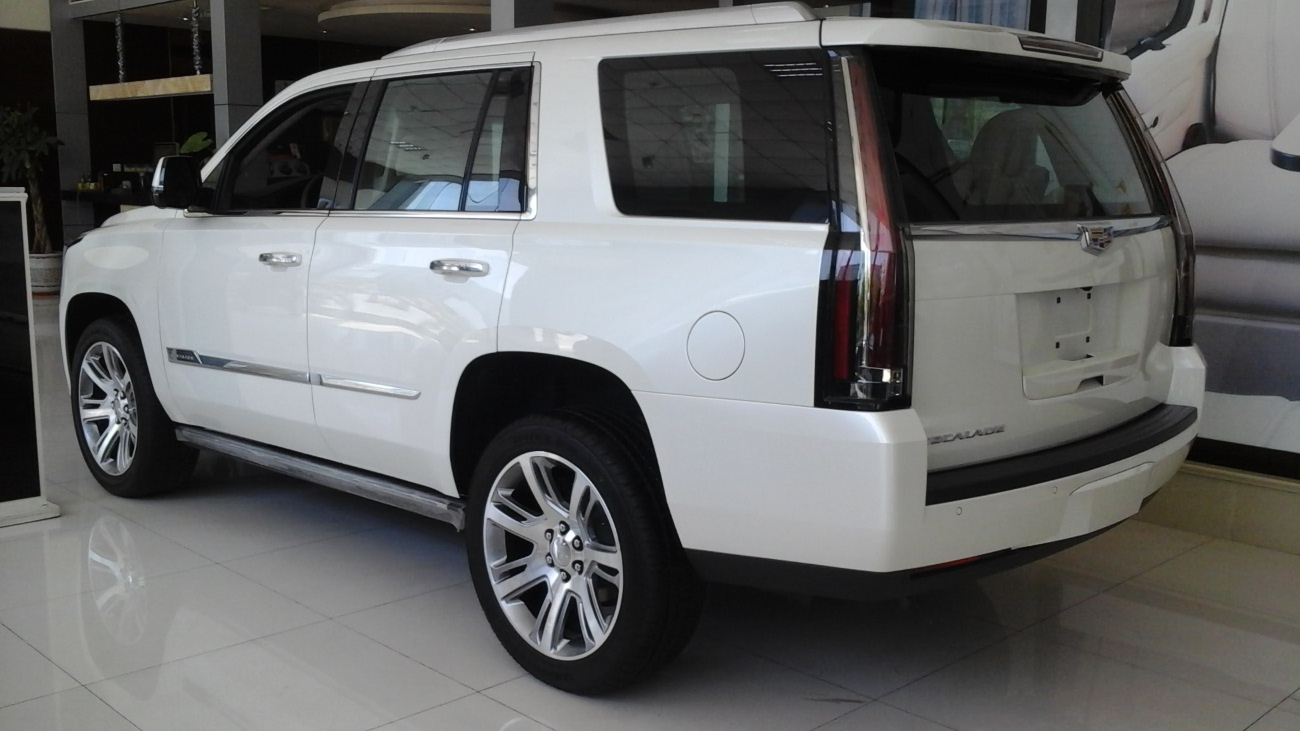
Parte trasera

El 23 de diciembre de 2013, Cadillac presentó siete paletas de colores para los adornos exteriores en Escalade: Dark Granite Metallic, Radiant Silver Metallic, Black Raven, White Diamond Tricoat, Silver Coast Metallic, Crystal Red Tintcoat y Majestic Plum Metallic, y tres combinaciones de colores para el interior: Jet Black con Jet Black Accents, Kona Brown con Jet Black Accents y Shale con Cocoa Accents.
El 11 de agosto de 2014, Cadillac anunció que la línea Escalade recibirá una transmisión de 8 velocidades, cámara Surround View y conectividad 4G LTE como parte de una actualización de mediados de año, que también permite que las coronas de la parrilla desaparezcan del Escalade como parte de los planes de Cadillac para actualizar el logotipo para enfatizar la cresta en todos sus modelos.
En España, el Escalade está disponible en 2 versiones, el Sport Luxury con un precio de entrada de 90.000 euros, y el Platinum que parte de los 100.000 euros. Sobre el motor, un V8 de 6.2 litros de cilindrada y 426 CV de potencia con una velocidad máxima de 180 km/h. No existe ninguna versión diesel a la venta tanto en suelo europeo como americano.
El Escalade 2020 es el modelo final de la versión de la cuarta generación, y se vendió durante un periodo de tiempo reducido. Los únicos cambios hechos son la eliminación de la paleta de colores Manhattan Noir Metallic y Bronze Dune Metallic y la adición del color Dark Mocha Metallic. El paquete que se ordena directamente con el distribuidor Escalade Noir también se removió después de ofrecerse solo durante un año. GM propuso un rediseño para el modelo 2020 que se viera como el Cadillac XT6, pero terminaría no sucediendo debido a que se esperaba que la siguiente generación del Escalade debutara a finales de 2019 o principios de 2020 como modelo 2020.

## Quinta generación (2021-Presente)
La quinta generación del Escalade debutó el 4 de febrero de 2020, en Beverly Hills para el modelo 2021, pues sus ventas comenzarán en otoño de 2020. Estará construido sobre la plataforma GMT1XX, compartiéndola con el Chevrolet Tahoe/GMC Yukon y el Chevrolet Suburban/GMC Yukon XL, y tendrá un diseño de parrilla frontal similar al utilizado en los crossovers XT de Cadillac, con la excepción de las versiones de entrada. En diciembre de 2019, Cadillac reveló un video de adelanto que mostraba una pantalla de tablero OLED curva de 38 pulgadas y que desplegaba el logo de Cadillac (en el lado del conductor) y el nombre "Escalade" (a lo lago del lado del pasajero), haciendo a esta versión la más única en la alineación de Cadillac. El 28 de enero de 2020 Cadillac confirmó que el Escalade estaría disponible con capacidades de cambio de carril automático Super Cruise, seguido de la confirmación el 31 de enero de 2020 de la adición de un motor Duramax seis cilindros en línea turbodiesel de 3.0 litros LM2.
Habrá cinco niveles de equipo disponibles para la quinta generación del Escalade: luxury, premium luxury, sport, premium luxury platinum, y sport platinum. Las opciones de interior consistirán en ocho opciones de acabados y cuatro diseños de asientos únicos. El sistema tecnológico de audio AKG es una adición nueva y presenta 36 bocinas a lo largo del habitáculo.
Aunque se mencionó pero no se presentó, Cadillac confirmó que el Escalade ESV 2021 debutaría en el Salón del Automóvil de Nueva York en abril de 2020.

### Novedades
Exteriormente el Cadillac Escalade 2021 cuenta con una imagen totalmente rediseñada, que al frente conserva las luces de niebla en posición vertical en la parte baja de la defensa, pero ahora incorpora nuevas luces con tecnología LED horizontales y sumamente delgadas que se acompaña por una parrilla enorme con segmentos horizontales en cromo.
En el interior se encuentra una completa lista de tecnologías de última generación creadas específicamente para mejorar la experiencia de conducción. Una de las innovaciones más llamativas del Cadillac Escalade 2021 es la pantalla OLED curva que en total mide cerca de 38 pulgadas en diagonal y ofrece el doble de pixeles que una televisión 4K, tanto para la información de conducción como para el sistema de infoentretenimiento. Entre las ventajas que ofrece esta nueva pantalla OLED curva de 38 pulgadas se encuentran sistemas como la navegación con realidad aumentada, así como cámara de visión 360° que entregan mayor control de las acciones alrededor del vehículo, además del paquete integral de remolque que permite obtener nueve ángulos extra de visión trasera, el espejo retrovisor con cámara trasera, la visión nocturna y nuevas características de entretenimiento para las plazas traseras en sus pantallas individuales de 12.6 pulgadas con entrada HDMI y USB.
El control del vehículo está asegurado a través de la nueva suspensión “Magnetic Ride Control” que permite un viaje suave, con un nuevo esquema independiente en la parte trasera que mejora el confort para las plazas de la tercera fila de asientos, con sistema adaptativo “Air Ride” que mejora o reduce la altura de conducción de acuerdo con el terreno por el que se está circulando.
Además cuenta con la tecnología de manejo semiautónomo Super Cruise, que permite a los conductores soltar el volante en más de 200,000 millas de carreteras en los Estados Unidos y Canadá, a través de la utilización de datos de mapas LiDAR de alta precisión, todo controlado por los sistemas de atención a la conducción en conjunto con la red de cámaras y sensores de radar de alta precisión instalados en el vehículo.

## Escalade EXT
Existió una versión del Escalade en camioneta, introducida en 2002, en respuesta al Lincoln Blackwood, una camioneta pickup basada en el Ford F-150. Había competido con el Lincoln Mark LT, ya descontinuado en los Estados Unidos y Canadá, otra camioneta F-150 que hizo su debut en 2005. Ahora compite con el Ford F-150 Platinum, que todavía se conoce como el Lincoln Mark LT en México.
Esta variante se dejó de fabricar en 2013 tras malas ventas ese mismo año. Se vendía en Estados Unidos, Canadá, México y Oriente Medio (con la excepción de Israel).[cita requerida]

## Recepción
Antuan Goodwin de CNET señala que Los fanáticos del Escalade apreciarán que el fabricante se quede con el mensaje original y no arruine su anterior buque insignia, pero si ya crees que el SUV gigante de lujo es una reliquia del pasado, no hay nada en el Escalade del 2015 que te convenza de que es cualquier cosa menos un viejo perro que ha aprendido algunos trucos nuevos.
El vehículo recibió una crítica positiva del colaborador de Autoblog Michael Hartley, quien realizó un viaje por carretera con una molduras estándar 4WD de tamaño completo desde Los Ángeles hasta Monterey, California. Aunque Hartley se mostró escéptico al principio, se quedó impresionado: "Un viaje de 600 millas en el Escalade me dejó convencido de que tiene las características, la calidad de construcción y la dinámica de manejo para infundir nuevo miedo en el segmento".
Bloomberg L.P. News, en su revisión del 27 de marzo de 2015, citó al Escalade como uno de los mejores SUV fabricados en Estados Unidos, y agregó que al compararlo con sus competidores extranjeros, es lo mejor que hacemos.
El 16 de marzo de 2016, Consumer Reports nombró al Escalade de 2016 como el peor SUV de lujo de gran tamaño en su clasificación anual, con un puntaje general de 44. La mayoría de las críticas provienen de su espacio, asientos en la segunda fila, el sistema de medios CUE, parada, manejo rígido de la carretera y su rediseño, llamándolo el peor de su clase.[cita requerida]